# Lista de episódios de Popeye

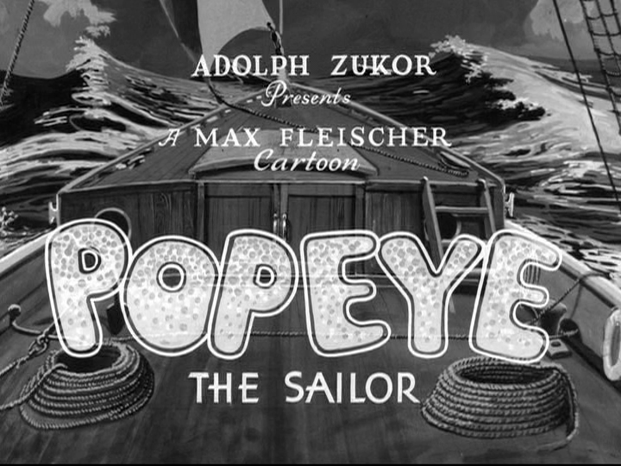
Título dos curtas do Popeye da década de 1930.

Esta é uma lista dos 109 desenhos animados, estrelado por Popeye, produzidos entre 1933 e 1988.

## Cinema
Em 1933, Max e Dave Fleischer do Fleischer Studios adaptaram os personagens de E. C. Segar em uma série curta-metragens para a Paramount Pictures.
Paramount  assumiu o controle do estúdio em 1941 e mudou seu nome para Famous Studios, expulsando os irmãos Fleischer e continuando a produção. Os curtas começaram a ser exibidos na televisão em 1956, época em que deixaram de ser produzidos para os cinemas. Foram produzidos 231 curtas-metragens que foram transmitidas pela televisão durante vários anos, ganhando enorme popularidade com as novas gerações.
Estes curtas foram vendidos para a Associated Artists Productions (a.a.p.) em 1956, dois anos mais tarde, United Artists comprou a.a.p., que fundiu a empresa em sua divisão de televisão; United Artists Television.
Em 1981, a UA foi vendida para a MGM, e cinco anos depois, Ted Turner adquiriu a biblioteca pré-maio de 1986 da MGM.
Os curta-metragens para os cinemas foram produzidos originalmente em preto e branco, e foram colorizados em 1987 na Coreia do Sul pela Turner Entertainment para serem exibidos na TV. Uma das características mais marcantes destes episódios é que em muitas cenas os personagens aparecem falando sem mover os lábios, normalmente isso acontece quando os personagens aparecem trabalhando em alguma coisa e as falas seriam como se fossem o pensamento deles. No Brasil os episódios desta época foram todos dublados pela Herbert Richers em 1996 para serem exibidos no Cartoon Network e na Rede Globo, embora alguns poucos episódios já tivessem sido dublados antes pela Cinecastro para o cinema, a dublagem da Herbert Richers se tornou mais conhecida por ser sempre exibida na TV nos últimos anos.
Atualmente os curtas pertencem a Turner Entertainment, uma subsidiária da Time Warner, e é distribuído pela empresa irmã Warner Bros. Entertainment. Depois de muitos anos de negociações, a Warner Home Video chegou a um acordo com a King Features Syndicate para um lançamento oficial em DVD. Restaurada e sem cortes, os curtas de Popeye de 1943 foram lançados oficialmente em DVD no final da década de 2000. 
Produzidos pelos Fleischer Studios

### 1933
- Marinheiro Popeye (um curta-metragem da Betty Boop)
- I Yam What I Yam
- Blow Me Down
- I Eats My Spinach
- Seasin's Greetinks!
- Wild Elephinks

### 1934
- Sock-a-bye Baby
- Let's You and Him Fight
- The Man on the Flying Trapeze
- Can You Take it
- Shoein' Hosses
- Strong to the Finich
- Shiver Me Timbers
- Axe Me Another
- A Dream Walking
- The Two-Alarm Fire
- The Dance Contest
- We Aim to Please

### 1935
- Beware of Barnacle Bill
- Be Kind to "Animals"
- Pleased to Meet Cha!
- The Hyp-Nut-tist
- Choose Your Weppins
- For Better or Worser
- Dizzy Divers
- You Gotta Be a Football Hero
- King of the Mardi Gras
- Adventures of Popeye
- The Spinach Overture

### 1936
- Vim, Vigor and Vitaliky
- A Clean Shaven Man
- Brotherly Love
- I-ski Love-ski You-ski
- Bridge Ahoy
- What, no Spinach?
- I Wanna Be a Lifeguard
- Let's Get Movin'
- Never Kick a Woman
- Little Swee' Pea
- Hold the Wire
- The Spinach Roadster

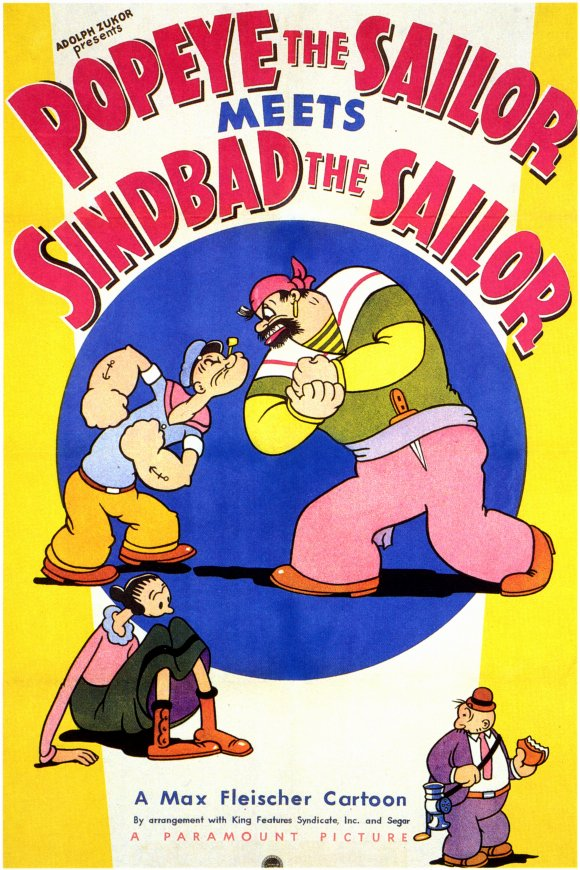
Pôster do curta Popeye the Sailor Meets Sindbad the Sailor

- Popeye the Sailor Meets Sindbad the Sailor
- I'm in the Army Now

### 1937
- The Paneless Window Washer
- The Organ Grinder's Swing
- My Artistic Temperature
- Hospitaliky
- The Twisker Pitcher
- Morning, Noon and Night Club
- Lost and Foundry
- I Never Changes my Attitude
- I Likes Babies and Infinks
- The Football Toucher Downer
- Proteck the Weakerist
- Popeye Meets Ali Baba's Forty Thieves
- Fowl Play

### 1938
- Let's Celebrake
- Learn Polikeness
- The House Builder Upper
- Big Chief Ugh Amugh Ugh
- I Yam Love Sick
- Pumbing is a "Pipe"
- The Jeep
- Bulldozing the Bull
- Mutiny Ain't Nice
- Goonland
- A Date to Skate
- Cops is Always Right

### 1939
- Customers Wanted
- Aladdin and His Wonderful Lamp
- Leave Well Enough Alone
- Wotta Nightmare
- Ghosks is the Bunk
- It's a Natural Thing to Do
- Never Sock a Baby

### 1940
- Shakespearian Spinach
- Females is Fickle
- Stealing Ain't Honest
- Me Feelin's is Hurt
- Onion Pacific
- Wimmin is a Myskery
- Nurse Mates
- Fightin' Pals
- Doing Impossikible Stunts
- Wimmin Hadn't Oughta Drive
- Puttin' on the Act
- Popeye Meets William Tell
- My Pop, My Pop
- Poopdeck Pappy
- Eugene the Jeep

### 1941
- Problem Pappy
- Quiet! Pleeze
- Olive's Sweepstakes Ticket
- Flies Ain't Human
- Popeye Meets Rip Van Winkle
- Olive's Boithday Presink
- Child Psykolojiky
- Pest Pilot
- I'll Never Crow Again
- The Mighty Navy
- Nix on Hypnotricks

### 1942
- Kickin' the Conga Round
- Blunder Below
- Fleets of Stren'th
- Pip-Eye, Pup-Eye, Poop-Eye an' Peep-Eye
- Olive Oyl and Water Don't Mix
- Many Tanks
- Baby Wants a Bottleship

Produzidos pelos Famous Studios
Nessa época os episódios passaram a ser produzidos em Tecnicolor, e Popeye passou a usar sempre o seu uniforme branco de marinheiro. Foi nessa época também que Popeye deixou de ser um marinheiro caolho, e passou a abrir de vez em quando o outro olho que antes estava sempre fechado. A dublagem mais conhecida dessa fase também foi feita em 1996 pela Herbert Richers, mas apesar disso alguns poucos episódios tiveram outra dublagem, eram episódios do Popeye que estavam em domínio público e foram lançados em fitas de vídeo e DVDs (não oficiais) com uma dublagem feita pela BKS.
- Alona on the Sarong Seas
- A Hull of a Mess
- Scrap The Japs
- Me Musical Nephews

### 1943
- Spinach Fer Britain
- Seein' Red, White 'N' Blue
- Too Weak to Work
- A Jolly Good Furlough
- Ration Fer The Duration
- The Hungry Goat
- Happy Birthdaze
- Wood-Peckin
- Cartoons Ain't Human
- Her Honor The Mare
- The Marry-Go-Round

### 1944
- We're on Our Way To Rio
- The Anvil Chorus Girl
- Spinach Packin' Popeye
- Puppet Love
- Pitchin' Woo at the Zoo
- Moving Aweigh
- She-Sick Sailors

### 1945
- Pop-Pie a la Mode
- Tops in the Big Top
- Shape Ahoy
- For Better Or Nurse (Remake do episódio "Hospiktaliky")
- Mess Production

### 1946
- House Tricks?
- Service With a Guile
- Klondike Casanova
- Peep in the Deep
- Rocket to Mars
- Rodeo Romeo
- The Fistic Mystic
- The Island Fling

### 1947
- Abusement Park
- I'll Be Skiing Ya
- The Royal Four-Flusher
- Popeye and the Pirates
- Wotta Knight
- Safari So Good
- All's Fair At The Fair

### 1948
- Olive Oyl for President
- Wigwam Whoopee
- Pre-Hysterical Man
- Popeye Meets Hercules
- A Wolf in Sheik's Clothing
- Spinach vs Hamburgers
- Snow Place Like Home
- Robin Hood-Winked
- Symphony in Spinach

### 1949
- Popeye's Premiere
- Lumberjack and Jill
- Hot Air Aces
- A Balmy Swami
- Tar With A Star
- Silly Hillbilly
- Barking Dogs Don't Fite
- The Fly's Last Flight

### 1950
- How Green Is My Spinach
- Gym Jam (Remake do episódio "Vim, Vigor, and Vitaliky")
- Beach Peach
- Jitterbug Jive
- Popeye Makes a Movie
- Baby Wants Spinach
- Quick on the Vigor
- Riot in Rhythm (Remake do episódio "Me Musical Nephews")
- Farmer and the Belle

### 1951
- Vacation with Play
- Thrill of Fair
- Alpine For You (Remake do episódio "I-Ski Love-Ski You-Ski")
- Double-Cross-Country Race
- Pilgrim Popeye
- Let's Stalk Spinach
- Punch And Judo

### 1952
- Popeye's Pappy
- Lunch with a Punch
- Swimmer Take All
- Friend or Phony
- Tots of Fun
- Popalong Popeye
- Shuteye Popeye
- Big Bad Sindbad

### 1953
- Ancient Fistory
- Child Sockology
- Popeye's Mirthday
- Toreadorable
- Baby Wants a Battle
- Firemen's Brawl
- Popeye, the Ace of Space
- Shaving Muggs (Remake do episódio "A Clean Shaven Man")

### 1954
- Floor Flusher
- Popeye's 20th Anniversary
- Taxi-Turvy
- Bride and Gloom (remake do episódio "Wimmin is a Myskery")
- Greek Mirthology
- Fright To The Finish
- Private Eye Popeye
- Gopher Spinach

### 1955
- Cookin' With Gags
- Nurse To Meet Ya (remake do episódio "I Like Babies and Infinks")
- Penny Antics (remake do episódio "Customers Wanted")
- Beaus Will Be Beaus
- Gift Of Gag
- Car-azy Drivers
- Mister and Mistletoe
- Cops is Tops
- A Job for a Gob

### 1956
- Hill-billing and Cooing
- Popeye For President
- Out to Punch
- Assault And Flattery
- Insect to Injury
- Parlez Vous Woo
- I Don't Scare
- A Haul in One (Remake do episódio "Let's Get Movin")

### 1957
- Nearlyweds
- The Crystal Brawl
- Patriotic Popeye
- Spree Lunch
- Spooky Swabs

## Televisão
Produzidos pela King Features Syndicate TV
A primeira série pela televisão foi produzida com uma animação limitada e têm uma qualidade muito baixa sendo considerado por muitos fãs de Popeye nos Estados Unidos como a pior fase do desenho. A série foi coproduzida pela própria King Features Syndicate com os estúdios Jack Kinney Productions, Rembrandt Films, Halas and Batchelor, Larry Harmon Pictures, TV Spots, Paramount Cartoon Studios (anteriormente chamado de Famous Studios) e Southern Star Entertainment.

Foi nesses episódios também que ouve a mudança de nomes do personagem "Bluto" para "Brutus", uma vez que o syndicate pensava que Bluto tivesse sido criado no Fleischer Studios.. Apesar dessa ser uma das últimas fases do desenho, esses foram os primeiros episódios do Popeye a serem dublados pela Herbert Richers, a dublagem foi feita nos anos 60. No Brasil essa fase se tornou mais conhecida por ter sido muito exibida pelo SBT nos anos 80 e 90, e atualmente pela Rede Record em 2007 junto com A Turma do Pica-Pau, a estréia de 2012 atualmente na Rede Bandeirantes e no canal pago Gloob.
| 1959 - Hits and Missiles 1960 - Barbecue for Two - Muskels Schmuskels - Hoppy Jalopy - Dead-Eye Popeye - Mueller's Mad Monster - Caveman Capers - Bullfighter Bully - Ace of Space - College of Hard Knocks - Abominable Snowman - Ski-Jump Chump - Irate Pirate - Foola-Foola Bird - Uranium on the Cranium - Two-Faced Paleface - Childhood Daze - Sheepish Sheep-Herder - Track Meet Cheat - Crystal Ball Brawl - Seer-ring Is Believer-ring - Interrupted Lullaby - Sea No Evil - From Way Out - Seeing Double - Swee'pea Soup - Hag Way Robbery - The Lost City of Bubble-On - There's No Space Like Home - Potent Lotion - Astro-Nut - Goon with the Wind - Insultin' the Sultan - Dog Gone Dog Catcher - Voice from the Deep or See Here, Sea Hag - Matinee Idol Popeye - Beaver or Not - The Billionaire - Model Muddle - Which is Witch - Disguise the Limit - Spoil Sport - Have Time, Will Travel - Intellectual Interlude - Partial Post - Weight for Me - Canine Caprice - Roger - Tooth Be or Not Tooth Be - Where There's a Will - Take It Easel - I Bin Sculped - Flea's a Crowd - Popeye's Junior Headache | - Egypt Us - The Big Sneeze - The Last Resort - Jeopardy Sheriff - Baby Phase - Battery Up - Deserted Desert - Skinned Divers - Popeye's Service Station - Coffee House - Popeye's Pep-Up Emporium - Bird Watcher - Time Marches Backwards - Popeye's Pet Store - Ballet de Spinach - Sea Hagracy - Spinach Shortage - Popeye and the Dragon - Popeye the Fireman - Popeye's Pizza Palace - Down the Hatch - Lighthouse Keeping - Popeye and the Phantom - Popeye's Picnic - Out of This World - Madame Salami - Timber Toppers - Skyscraper Capers - Private-Eye Popeye - Little Olive Riding Hood - Popeye's Hypnotic Glance - Popeye's Trojan Horse - Frozen Feuds - Popeye's Corn-Certo - Westward Ho-Ho-Ho - Popeye's Cool Pool - Jeep Jeep - Popeye's Museum Piece - Golf Brawl - Wimpy's Lunch Wagon - Weather Watchers - Popeye and the Magic Hat - Popeye and the Giant - Hillbilly Dilly - Pest of the Pecos - The Blubbering Whale - Popeye and the Spinach Stalk - Shoot the Chutes - Tiger Burger - Bottom Gun - Olive Drab and the Seven Sweapeas - Blinkin’ Beacon - Aztec Wreck - The Green Dancin’ Shoes - Spare Dat Tree - The Glad Gladiator - The Golden Touch | - Hamburger Fishing - Popeye the Popular Mechanic - Popeye’s Folly - Popeye's Used Car - Spinachonara - Popeye and the Polite Dragon - Popeye the Ugly Ducklin’ - Popeye’s Tea Party - The Troll Wot Got Gruff - Popeye the Lifeguard - Popeye in the Woods - After the Ball Went Over - Popeye and Buddy Brutus - Popeye's Car Wash - Camel-Aire - Plumber’s Pipe Dream - Popeye and the Herring Snatcher - Invisible Popeye - The Square Egg - Old Salt Tale - Jeep Tale - The Super Duper Market - Golden-Type Fleece - Popeye the White Collar Man - Swee’pea Through the Looking Glass - The Black Knight - Jingle Jangle Jungle - The Day Blinky Went Blozo - Rip van Popeye - Mississippi Sissy - Double Cross Country Feet Race - Fashion Fotography - I Yam What I Yamnesia - Paper Pasting Pandemonium - Coach Popeye - Popeyed Columbus - Popeye Revere - Popeye in Haweye - Forever Ambergris - Popeye De Lion - Popeye Fisherman - Popeye in the Guard Steeplechase - Uncivil War - Popeye the Piano Mover - Popeye's Testimonial Dinner - Round the World in 80 Days - Popeye’s Fixit Shop - Bell Hop Popeye - The Ghost Host - Strikes, Spares n’ Spinach - Jeep is Jeep - The Spinach Scholar - Psychiatricks - From Rags to Riches to Rags | - Hair Cut-ups - Poppa Popeye - Quick Change - The Valley of the Goons - Me Quest for Poopdeck Pappy - Mopey Hick - Mirror Magic - It Only Hurts When They Laughs - Wimpy the Moocher - Voo-Doo to You Too - Popeye Goes Sale-ing - Popeye’s Travel - Incident at Missile City - Dog Catcher Popeye - What’s News - Spinach Greetings - Baby Contest - Oil’s Well That Ends Well - Motor Knocks - Amusement Park - Duel to the Finish - Gem Jam 1961 - Bathing Beasts - The Rain Breaker - Messin’ Up the Mississippi - Love Birds - Sea Serpent - Boardering on Trouble - Aladdin's Lamp - Butler Up - The Leprechaun - County Fair - Hamburgers Aweigh - Popeye's Double Trouble - Kiddie Kapers - The Mark of Zero - Myskery Melody - Scairdy Cat - Operation Ice-Tickle - The Cure - William Won’t Tell - Pop Goes the Whistle - Autographically Yours - A Foil for Olive Oyl - My Fair Olive - Giddy Gold - Strange Things Are Happening - The Medicine Man - A Mite of Trouble - Who’s Kidding Zoo - Robot Popeye - Sneaking Peeking - The Wiffle Bird's Revenge - Going Going Gone - Popeye Thumb |

Produzidos pela Hanna Barbera
Nos anos 70 a King Features Syndicate (dona dos direitos da turma do Popeye) fez um contrato com a Hanna Barbera para produzir novas séries de desenhos animados do marinheiro. Nestes episódios da Hanna Barbera, Popeye voltou a usar seu uniforme azul marinho com três botões amarelos na frente e de costas vermelha, mas manteve o boné branco da marinha que ele usava nos anos 50 e 60. A Hanna Barbera produziu três séries diferentes, a primeira foi: "The All New Popeye Show" (1978-1981), a segunda foi: "Popeye and Olive Comedy Show" (1981 – 1983), e a terceira e última: "Popeye and Son" (1987 – 1988). No Brasil os episódios de 1978 foram muito exibidos pela Rede Globo na década de 1990, e atualmente estão na Rede Record sendo exibidos nos dias de Sábado e Domingo, com a dublagem clássica da Herbert Richers.

### The All-New Popeye Show (1978-1981)
| "The Adventures of Popeye" - Popeye The Carpenter - The Ski's The Limit - The Big Wheel - Popeye The Sleepwalker - A Whale Of A Tale - Olive's Shining Hour - A Bad Knight For Popeye - Popeye Goes Sailing - A Seal with Appeal - The Crunch For Lunch Bunch - A Day at The Muscle Beach - Wilder Than Usual Blue Yonder - Popeye Out West - Popeye The Plumber - Spinach Fever - Heir-Brained Popeye - Popeye And The Beanstalk - Popeye And Bigfoot - Getting Popeye's Goat - Close Encounters Of The Third Spinach - Popeye's Finest Hour - Popeye And The Pest - Popeye Meets The Blutostein Monster - Ship Ahoy - Here Stew You - Popeye And The Pirates - Popeye Goes Hollywood - Popeye's Roots - Popeye Snags The Seahag - The Three Ring Ding-a-ling - A Day at The Rodeo | - En Un Lugar De La Mancha - The Decathlon Dilemna - Popeye's Engine Company - Popeye Of The Klondike - Popeye Goes Sightseeing - Shark Treatment - Mother Goose Is On The Loose - Bluto's Bike Bullies - Steeple Chase at Ups And Downs - A Camping We Will Go - Take Me Out To The Brawl Game - Popeye Versus Machine - The Spinach Bowl - Ballet-Hooey - Yukon County Mountie - Queen Of The Load - Love On The Rocks - Popeye The Lone Legionnaire - Roller Rink-A-Dink - Old McPopeye Had a Farm - Chips Off The Old Ice Block - Polly Wants Some Spinach - Popeye's High School Daze - Mule-itary Detail - Building Blockheads - Olive's Bugged House Blues - Boo-Who - The Game - Popeye The Robot - Wotsa Matterhorn | - Pedal-Powered-Popeye - Popeye's Aqua Circus - Take It Or Lump It - Popeye's Poodle Problem - Westward Ho! Ho! - Bad Day at The Bakery - Popeye The Painter - Bully Dozer - Swee'Pea Plagues a Parade - Paddle Wheel Popeye - Merry Madness at The Mardi Gras - Popeye of Sherwood Forest - Bad Company - Top Kick in Boot Camp - Peask & Quiet - A Goon Gone Gooney - Spa-ing Partners - Abject Flying Object - Ships That Pass In The Fright - Popeye's Self Defense - Popeye's Perilous Pursuit Of A Pearl - Olive Goes Dallas - Pappy Fails In Love - Popeye Of The Jungle - Alpine For You - Tour Each His Own - The Umpire Strikes Back - Free Hauling Brawl - W.O.I.L. - Tough Sledding - I Wouldn't Take That Mare To The Fair On A Dare - The Great Speckled Whale - Popierre The Musketeer | - Unidentified Fighting Object - Computer Chaos - Olive's Devastatingk Decorators - Cheap Skate Date - The Incredible Shrinking Popeye - Winner Window Washer - Hogwash at The Car Wash - Popeye Stump Bluto "Popeye's Sports Parade" - King Of The Rodeo - Fantastic Gymnastics - Water Ya Doin'? - The Decathlon Dilemma - Sky High Fly Try - The Umpire Strikes Back - The Loneliness Of The Long Distance Popeye "Popeye's Treasure Hunt" - I Wants Me Mummy - The Terrifyink Transylvanian Treasure Trek - The Sword Of The Fitzwilly - Play It Again, Popeye - Captain Meno's Sunken Treasure - The Delmonica Diamond - The Treasure Of Howe's Bayou - Coldfinger - Spring Daze In Paris - A Horse Of A Flying Color - The Mask Of Gorgonzola - I Left My Spinach In San Francisco - A Trio In Rio | - Popeye at The Center Of The Earth - Boola Boola Hula - The Treasure Of Werner Schnitzel - Dublin Or Nothin - Around The World In 80 Hours - Hail, Hail The Gang's All Here - Beyond The Spinach Brick Road - In A Little Spinach Town - Forum Or Against 'Em - Plunder Down Under - The Reel Hollywood Treasure Hunt |

### The Popeye and Olive Comedy Show (1981–1983)
| "Private Olive Oyl" - Jeep Thrills - Goon Hollywood - Tanks A Lot - Basic Training - Wreck Room - Alice In Blunderland - Here Today, Goon Tomorrow - Goon Balloon - Goon Native - Troop Therapy - Snow Foolin - Infink-try - Mission: Improbable - Rocky Rolls - Private Secretaries | "Prehistoric Popeye" - So Who's Watching The Bird Watchers? - Come Back, Little Stegosaurus - Neanderthal Nuisance - Reptile Ranch - Bronto Beach - Vegetable Stew - The First Resort - Up A Lizard River - Chilly Con Caveman "Popeye" - Popeye - The Midnight Ride Of Popeye Revere |

### Popeye and Son (1987–1988)
| - Attack Of The Sea Hag - Happy Anniversary - The Sea Monster - Poopdeck Pappy And The Family Tree - Bluto's Wave Pool - Here Today, Goon Tomorrow - Don't Give Up The Picnic - The Lost Treasure Of Pirate's Cove - Junior's Genie - Mighty Olive At The Bat - Junior Gets A Job - Surf Movie - Redbeard | - The Girl From Down Under - Junior's Birthday Roundup - Olive's Dinosaur Dilemma - Dr. Junior And Mr. Hyde - Popeye's Surfin' Adventure - Split Decision - The Case Of The Burger Burglar - Orchid You Not - Ain't Mythbehavin - There Goes The Neighborhood - Olive's Day Off - Prince Of A Fellow - Damsel In Distress |